# Hồ Michigan-Huron
Hồ Michigan-Huron, về phương diện địa chất học, là hồ lớn nhất trong số Ngũ Đại Hồ ở Bắc Mỹ. Hồ này vốn được xem là hai hồ riêng biệt (hồ Michigan và hồ Huron), nhưng nay xét về mặt thủy văn học Michigan và Huron chỉ là hai phần của một hồ lớn, hai phần này nối với nhau bởi eo Mackinac.
Eo Mackinac có chiều rộng 5 dặm (8 km) và độ sâu 120 foot (37 m), khá nhỏ khi so với toàn bộ hồ Michigan-Huron. Chính vì vậy suốt một thời gian dài Michigan và Huron được xem là hai hồ riêng biệt. Tuy nhiên mực nước bề mặt hai hồ này là như nhau, 577 foot (176 m), mức triều của hai hồ lên và xuống cùng lúc, và dòng chảy nước giữa hai có khi đảo ngược, thay vì chảy về phía đông thì lại ngược lên phía Tây. Cục Đại dương và Khí quyển Quốc gia Hoa Kỳ đã xác nhận rằng, "Hồ Michigan và Huron được xem như một hồ duy nhất xét về mặt thủy lực vì chúng được kết nối bởi eo Mackinac." Còn Công binh Lục quân Hoa Kỳ tuyên bố rằng "hồ Michigan và Huron được xem như một hồ duy nhất, vì mực nước của chúng lên và xuống cùng lúc do sự liên kết của chúng qua eo Mackinac."
Với diện tích 45.410 dặm vuông Anh (117.600 km2), hồ Michigan-Huron được xem là hồ có diện tích lớn nhất trong số Ngũ Đại Hồ (chiếm 48 phần trăm diện tích) và là hồ có diện tích lớn thứ hai trên thế giới. (biển Caspi có thể được xem là một biển hay là hồ lớn nhất thế giới).). Tuy nhiên hồ Thượng chứa nhiều nước hơn, 3.000 dặm khối Anh (12.500 km3) so với Michigan-Huron là 2.000 dặm khối Anh (8.300 km3), vì vậy hồ Michigan-Huron là hồ có thể tích lớn thứ 4 trên thế giới đứng sau hồ Baikal, hồ Tanganyika và hồ Thượng.
Trong kỷ băng hà cuối cùng, tiền thân của hồ Michigan-Huron hiện nay lại là hai hồ riêng biệt nhau, với tiền thân của Michigan lúc đó là hồ Stanley và của Huron là hồ Chippewa. Trước đó, hồ Chicago tọa lạc ở chỏm phía Nam của lưu vực hồ Michigan tương ứng với cực nam của sông băng.